# Зимна Богородица
Зимна Богородица (или Вълча Богородица, Миши празник, Сретение) е славянски празник в българския народен календар, който се отбелязва на 2 февруари. Той е включен към цикъл от три последователни дни, наречени Трифунци – 1, 2, 3 февруари. На 1 февруари се празнува Трифон Зарезан, на 2 февруари – Сретение Господне, а на 3 февруари – Свети Симеон. На празника са се запазили множество останки от старата славянска религия под формата на обреди, обичаи и заклинания. Старото славянско име на празника е Перунов день или Громница (от старобългарски – гром, тоест – гръм), защото е бил посветен на гръмовержеца бог Перун.
Името на християнския празник Сретение Господне е свързано със срещата, посрещането (на църковнославянски: сретение) на Младенеца Иисус в храма на 40-ия ден от рождението му от стареца Симеон Богоприемец.

## Други имена за празника
на български: Вълча Богородица, Сретение; на руски: Стретенье, Встретенье, Сустретьев день, Сретенье Богородицы, Зимобор, Пресвятая Мария Громница, Громницы; на беларуски: Грамніцы, Грамніца, Грамнічнік, Устрэціньне, на полески Вшестье, на общоизточнославянски Перунов день, на сръбски: Средозимци, Сретен и Обретен; на хърватски: Svijećnica, Svecna Marije, Svitlomarinje; на словенски: Svečnica; на полски: Gromnice, Matki Bożej Gromnicznej, Matko Bosko Niedźwiedzio; на словашки: Obetovanie Pána; на чешки: Hromnice.

## Българските обичаи
Поверието гласи, че през този ден не трябва да се работи, за да не се родят деца с белези. За здравето на децата, жените не се докосват до остри предмети, не цепят дърва, не режат конци и хляб. Характерно е и спазването на пълно полово въздържание – по този начин се счита, че домашните животни ще бъдат здрави и ще се увеличи плодовитостта им. Друг пророчески обичай е месенето на питки, които трябва да е раздадат в две различни къщи. По това кой първи ще влезе в дома на този ден се гадае дали следващото дете ще е женско или мъжко.
Зимна Богородица е покровителката на родилките и бременността, но също е наричана и „Вълча Богородица“, защото е свързана с животните, които олицетворяват злите сили на подземния свят. Доказателство за езическите корени на празника са обредите, които се извършват за почитане на светицата-майка и за умилостивяване на злите сили – прави се житно жертвоприношение, спазват се сексуално въздържание и други забрани, имащи вълшебен характер.
На някои места в южна България на този ден са се правели прогнози за предстоящата година, а също така хората са се старали да предскажат какъв ще бъде урожаят. В западна България е характерно празнуването през първите три дни на февруари, които се наричат Трифунци, в чест на Св. Трифон. Считало се е, че през тези дни вълците са освирепявали и за това също се наричат и „вълчи празници“. Сред народа са възникнали множество забрани: думата вълк са се старали да не се произнася, за да не нанесе вреди. „Вълчите празници“ са се празнували и през есента, в началото на коледния пост (виж мратинци), и забраните тогава са същите както и на граничния пролетен период – Трифунци.
Вижте също: Трифон Зарезан

## В църковния календар
На този ден руската православна църква отбелязва празника Сретение Господне и почита иконата на Божията Майка „Смекчаването на злите сърца“ (на руски: Умягчение злых сердец) или „Симеоново проречение“.
В Беларус, Сърбия, Чехия, Полша и в някои части на Русия, и Хърватия на този ден се освещават свещите.
Съгласно каноните на руската православна църква, Сретение се отбелязва седем дни – от 2 (15) февруари до 8 (21) февруари. Освен това на 1 (14) февруари е предпразненството, а на 9 (22) февруари – попразненството.
За изцеляване от епилепсия, психически заболявания и за предпазване от самоубийство, хората се молят пред иконата Божията Майка „Смекчаването на злите сърца“.

## Сретение в Русия
На някои места във волгоградската губерния селяните са обхождали домовете си с иконата Сретение Господне. При внасянето на иконата в дома след обхода цялото семейство се е прекланяло на колене, произнасяйки „Господи Боже наш, войди к нам и благослови нас“. В северозападните губернии, както и в Беларус, на празника е съществувал обичай да се носят свещи за освещаване в църквата.
В красненския район на белгородската област хората са ходели по улиците, пеейки песните „Молодка“, „Деревня“ и други.
Във воронежка област в нощта на Сретение в 12 часа са ходили да събират вода от три кладенци. Тази вода е смятана за лечебна. С нея са напръсквали болните роднини и животните, къпали и поливали децата. „Водата, осветена на Сретение, се признава равносилна на кръщенската, защото това е денят на срещата на зимата с пролетта.“

Друг обичай с останки от древнославянското езичество е следният: децата вечер преди залез са ходели по хълмовете и са отправяли заклинания към слънцето: 
| „ | „Солнышко-вёдрышко, выгляни, красное, из-за гор-горы! Выгляни, солнышко, до вешней поры! Видело ль ты, вёдрышко, красную весну? Встретило ли, красное, ты свою сестру? Видело ли, солнышко, старую ягу, Бабу ли ягу – ведьму зиму?“ | “ |

„Слънчице-ведричко, подай се иззад планината! Подай се, слънчице, че дойде пролетно време! Видя ли ти, ведричко, червената пролет? Срещна ли, червенко, ти своята сетра? Видя ли, слънчице, старата Яга, Баба ли Яга – вещицата на зимата?“
Ако заклиняваното „слънце-ведричко“ наистина се подаде преди залез, значи са свършили последните студове, а ако не – очакват се още „власовски“ студове.
В Русия е бил разпространен и символичния обред „продажба на дете“. На някой чужд човек, предимно старица, са подавали детето през прозореца, за което тя е плащала определена сума пари. Връщайки детето на родителите тя е казвала „Живей за мое щастие“. С парите, платени за детето, са се купували свещи. Смятало се е, че пламъкът от тези свещи запалва огъня на живота. Така детето е било привъзвано към живота.
В нощта на втори срещу трети февруари хората са се страхували от духът домовик. В много местости е съществувало поверието, че в тази нощ домовикът може да „обязди коня“. Също така е било разпространено и поверието, че човек не трябва да се отправя на дълъг път на Сретение: по пътя могат да го сполетят всякакви напасти.
Ако в този ден петелът се напие с вода, то пролетта ще бъде ранна и топла.

## Громници в Беларус
Народното поверие гласи: на Сретение зимата с пролетта се среща – каквато е срещата, такава е и пролетта. Разсъждавали са така: ако в този ден снеговете се топят, то пролетта ще бъде ранна и топла; ако студовете се държат – пролетта ще бъде студена; ако завали сняг – ще има продължителна и дъждовна пролет. Няколко беларуски поговорки гласят: „Громни́цы – скидай рукави́цы“ (Громници – сваляй ръкавиците), „На громни́цы напьётся петух води́цы“ (На Громници ще се напие петелът с водица), „Громни́цы – половина зими́цы“ (Громници – половината на зимицата)
Празникът се е съхранил още от езически времена, когато е бил посветен най-вече на гръмовержеца бог Перун (Громовник), който изпраща животворните първи дъждове на земята.
Както преди други големи празници, на някои места беларусите са отбелязвали т. нар. „Сретенски деди“ (на беларуски: Стрэчаньскія Дзяды) – правели са помени на своите предци.
Към този ден беларуските селяни са приготвяли големи восъчни свещи, които са наричали „громници“. Който е имал пчели ги е правил от техния восък. Другите са купували восъка и са „усуквали“ свещи с дължина от 5 метра. На Громници са ги носили в църквата за освещаване. Смята се, че този обичай се е утвърдил в Беларус по време на унията. Униатската църква го е пренесла от полските католици. Йезуитът Ленцкий в своята творба Катехизис (издадена от Виленската йезуитска академия през 1768) пише: „Тези свещи поразяват бесните сили, за да не вредят с гръм и мълнии, с проливни дъждове и градушка, с лесно изпаднали, по Божията вола, чародеи или вълшебници; и за това вярващите по време на бурите запалват тези свещи – да изпитат плода на молитвите; в ръцете на мъртвите също се дава громница – за поражение и изгонване на сатаната, княза на тъмата“. Този обред се е утвърдил в Римокатолическата църква при папа Сергей и е бил установен за противодействие на езическото празненство, което под името Фебруалий се е извършвало в първите дни от февруари в чест на Февър, Прозерпина и всички богове от подземното царство и се е съпровождало с палене на факли.
Над църковния магазин, където са стояли свещите, са се чели по пет специални молитви по чин на униатския требник, свещеникът трикратно е замахвал над тях с кандилото, пръскал ги е със светена вода, трикратно ги е осенявал с кръст, след което е връчвал свещите на техните собственици, които са ги запалвали с възгласа на свещеника „Благословено царство!“ и са ги гасили след края на лигургическото Евангелие, криейки ги обикновено в пазвата си. Ако свещите горейки са трептели, то през лятото е можело да се очакват гръмотевични бури.
Във виленската губерния хората леко са запалвали косите си кръстообразно със сретенска свещ – за щастие и здраве.
На територията на съвременните брестка, минска и гомелска област на този ден е бил фиксиран и обичаят за изпълнение на пролетни песни за първата среща с пролетта, но все пак не толкова гръмки и масови, като на Благовещение и Великден.

## Украински обреди
Украинците и на някои места руснаците на празника Сретение освещават вода в църквата. Осветената сретенска вода се смята тук за лечебно средство срещу болести от различен тип, особено т. нар. „присрет“ – тоест завистливи, зли очи.

## Громнице в Чехия
Празникът Громнице (на чешки: Hromnice) у чехите и словаците е свързан с традицията да се освещават свещи в църквата (на чешки и на словашки: hromnicky). Този ден се нарича и празник на свещите (на чешки: svátek sviček).
Чехите на този ден са очаквали първият гръм, и ако са го чуели, са падали на колене и са целували земята. Почти навсякъде е било забранено да се шие, защото връхчето на иглата може да навлече мълния на къщата. Пчеларите са обхождали кошерите с пчели, за да завърши зимуването успешно.
На много места е съществувала забрана да се танцува, смятало се е, че който танцува ще умре през текущата година.
Освен това е известен и изразът „На Громнице – 1 час повече“ (на чешки: na Hromnice o hodinu více). Съдейки по времето, ако на този ден небето е ясно и се вижда залезът – зимата ще продължи още дълго, но урожаят ще бъде по-богат. По чешките поверия „На Громнице чучулигата трябва да пропищи, даже ако ще да замръзне“ (на чешки: Na hromnice musi skrivan vrznout, i kdyby mel zmrznout).
От Громнице понякога са започвали карнавалите и празничните гуляи – време на радост и изобилие в храната, продължаващо до Великия пост.

## В Полша
По-рано, на втори февруари повсеместно в Полша се е отбелязвал празникът на Божията Майка Громнична (на полски: Matka Boska Gromniczna). Самото име на празника говори за очакването на пролетта с нейните първи гръмотевични бури. В църквите са освещавали и запалвали свещите-громници. По време на гръмотевична буря са запалвали такава свещ и са я оставяли на прозореца за защита от мълнии. На децата, а в по-стари времена и на възрастните, с такава свещ леко са припалвали косите, за да не се плашат от гръмотевиците. На децата са припалвали косите също и за да не се боят от вълци. Свещ, обвързана с гранче лен, е била освещавана, смятайки, че това способства за добрия урожай на лена. В този ден са гадаели за бъдещето на урожая: „Ако на Громница е ясно, в хамбарите ще бъде тясно“ (на полски: Jak na gromnice jasno, w stodolach ciasno); облачното време е предвещавало добър урожай от мед. С дим от громнични свещи са изобразявали кръст на входните врати или на гредите на тавана, за да не може злото да влезе в дома.
В полското Поморие плътно са били затваряни прозорците и вратите на обора, за да не може домашните животни да видят слънцето, иначе по време на пролетната паша ще боледуват. Ако е било слънчево – домашните птици не са били пускани на улицата. Поляците са вярвали, че по добре да видят вълк в овчето стадо, отколкото слънце на Громница. Чехите и поляците са вярвали, че на Громница чучулигата трябва да запее за първи път, иначе зимата още дълго ще се проточи.
В Полша е известна легендата за срещата на Громничната Богородица с вълка. В една хладна февруарска нощ зад Дева Мария се прикрил вълк. Него го търсили селяните, за да го убият. Срещайки Богородица на пътя, селяните я попитали дали не е видяла вълка. Тя отговорила, че не го е виждала и не го издала. След това Божията Майка им предложила да потърсят вълка в сърцата си и ги отпратила по къщите. Когато след тези думи селяните си тръгнали, изпод палтото и́ се подала главата на вълка. Богородица му се скарала, но не могла да го издаде, защото неговите страдания докоснали сърцето и́. У поляците съществувало поверието, че Божията Майка Громнична, и нейния атрибут – громничната свещ – защитават от вълци.

## Поговорки и знамения
Банатските българи са разказвали за поведението на мечката в този ден: „Мечката на Сретение излиза от бърлогата, за да си види сянката. Ако деня е слънчев и мечката види сянката си, тя се обръща на другата страна, за да продължи съня си. Това значи, че още 40 дни ще бъде студено.“.
В Беларус има поговорка с подобно послание – На Овечница (11 ноември) мечката ляга в бърлогата и започва да си смуче лапата, на Сретение се обръща и смуче другата лапа, а на Благовещение – излиза от бъглогата.